# Weiss (Mondkrater)
Weiss ist ein Einschlagkrater im Südwesten der Mondvorderseite zwischen Mare Nubium und Palus Epidemiarum, nordöstlich des Kraters Cichus und südöstlich von Mercator, am Ende der Rupes Mercator.
Der Krater ist sehr stark erodiert, im Norden ist der Wall fast ganz verschwunden und das Innere zum Mare Nubium hin offen.
| Buchstabe | Position           | Durchmesser | Link |
| --------- | ------------------ | ----------- | ---- |
| A         | 30,65° S, 18,75° W | 4 km        |      |
| B         | 31,27° S, 18,46° W | 8 km        |      |
| D         | 30,72° S, 20,5° W  | 8 km        |      |
| E         | 31,15° S, 19,32° W | 16 km       |      |

Der Krater wurde 1935 von der IAU nach dem österreichischen Astronomen Edmund Weiss offiziell benannt.